# Arroyo Aguiar (meteorito)
Arroyo Aguiar es un meteorito de condrita H que cayó a la tierra en el verano de 1950 en la Provincia de Santa Fe, Argentina.

## Clasificación
Se clasifica como una condrita ordinaria y pertenece al tipo petrológico 5, por lo que se asignó al grupo H5.